# 皇大神宮 (大阪市)
皇大神宮（こうたいじんぐう）は、大阪府大阪市城東区今福南に鎮座する神社。「今福えびす」の愛称で親しまれる。

## 歴史
創建年は不詳。平安時代末期に摂津国久岐今福御厨の開発された際に創建したと伝わる。神仏分離令までは三十番神社と称した。近代社格制度における社格は村社で1911年（明治44年）会計指定、翌1912年神饌幣帛供進社となり、1947年（昭和22年）、神道指令により国家の管理より離れた。
現在の社殿は1742年（寛保2年）と1842年（天保13年）と1880年（明治13年）にそれぞれ改修され、更に1932年（昭和7年）に大阪城の設計を手がけた古川重春によって改築された。1995年（平成7年）の阪神・淡路大震災にて拝殿一部が倒壊したため、翌年に拝殿屋根を瓦葺から銅板葺に改修した。
木下與右衛門御検地帳（1863年（文禄3年））に東西二十六間南北十七間面積一反四畝四町歩を除地されたと記載されている。
拝殿南西角に在る道標は1833年（天保3年）年3月に世話方6名により建立されたもの。もとは古堤街道（大和街道）の四辻の東南角に在った道標で、古堤街道は野崎詣、大峰山詣、伊勢詣の交通の要路であったことから建てられた。中央・四辻の東のあたりで伊勢の御札降りがあり村民が踊り狂ったという伝承があり、のちに境内に持ち運ばれたと伝えられている。のち1859年（安政6年）3月に今福村の大峰山登山人等により上部に常夜灯が加えられた。道標には、「左　大阪道、右　のさき、ならいせ道　當村山上講」と刻まれている。
大正期まで樹齢千年以上の榎木の老大樹の御神木があった。
境内にある今福恵比須社は「今福えびす」の愛称で知られ、毎年1月の恵比須市は第二次世界大戦前から催されている。
また同じく境内社の小女郎稲荷社は、『摂津名所図会』第三巻にも記載される稲荷社。かつては鯰江村布屋新田の狐山に鎮座した。源九郎稲荷神社・信太森葛葉稲荷神社と並び関西三大稲荷のひとつに数えられている。

## 祭神
- 天照皇大御神

## 境内社
- 小女郎稲荷社
- 今福恵比須社
- 天満宮
- 天神社 - 菅楯彦邸で祀られていた祠

## 境外社
- 弁財天社
- 吉松彦七稲荷社
- 行宮所

## 交通
- Osaka Metro長堀鶴見緑地線・今里筋線「蒲生四丁目駅」より徒歩で約5分。
- 阪神高速17号西大阪線「森之宮出入口」より車で約10分。